# Кам'янка (Кальміуська міська громада)
Ка́м'янка — село в Україні, у Кальміуській міській громаді Кальміуського району Донецької області. Населення становить 297 осіб.

## Загальні відомості
Відстань до райцентру становить понад 33 км і проходить автошляхом місцевого значення. На північно-східній околиці села бере початок річка Кам'янка.
Із 2014 р. внесено до переліку населених пунктів на Сході України, на яких тимчасово не діє українська влада.

## Населення
За даними перепису 2001 року населення села становило 297 осіб, із них 23,91 % зазначили рідною мову українську, 75,76 % — російську та 0,34 % — білоруську мову.